# Kabelnoord
Kabelnoord is een Nederlandse aanbieder van kabeltelevisie, digitale telefonie en internettoegang die actief is in de provincies Friesland en Groningen, die laatste als de aanbieder voor "Snel Internet Groningen". Oorspronkelijk richtte Kabelnoord zich alleen op het noordoosten van Friesland, het basisgebied van de aanbieder. Dit zijn de gemeentes Noardeast-Fryslân, Dantumadiel, Ameland en Schiermonnikoog. Het bedrijf is nog steeds in handen van deze gemeentes. De officiële naam van het bedrijf is Kabeltelevisie Noord-Oost Friesland NV.

## Geschiedenis
Het bedrijf is ontstaan uit het Gasbedrijf Noord-Oost Friesland dat diens hoofdzetel had in Dokkum. Al in 1975 heeft het bedrijf het plan om kabeltelevisie aan de man te brengen. Al snel bleek het financieel wel lastig, zo moest men afzien van het idee van straalverbindingen om meer zenders te kunnen aanbieden. Uiteindelijk wilde de Gedeputeerde Staten van de provincie Friesland in 1976 geen besluit nemen over het wijzigingen van de gemeenschappelijke regeling van het gasbedrijf, via de wet van gemeenschappelijke regeling van 1950, nadat eerder in 1975 al een nee kreeg.
Enkele jaar later lukte het toch en werd door het gasbedrijf in januari 1979 CAI Noord Oost Friesland opgericht via de wet gemeenschappelijke regeling met als doel om zo veel mogelijk huishoudens aan te sluiten op kabeltelevisie. De gemeenteraad van de gemeente Dokkum besloot in juni van dat jaar de plaatsing van een centraal antennesysteem voor kabeltelevisie te kunnen aanbieden goed. Door dit besluit verwachtte men dat per 1 december van 1979 zou konden worden begonnen met de exploratie van kabeltelevisie in Dokkum zelf.
De verwachting was dat men in 1981 in 19 plaatsen in Noordoost-Friesland aansluitingen had. Om dit doel te bereiken werden ook veel onrendabele gebieden aangesloten. Eind 1981 zijn naast Dokkum alleen op Ameland en Schiermonnikoog en een deel van de gemeente Dongeradeel aansluitingen gemaakt en zit CAI Noord Oost Friesland in financiële nood. In 1982 krijgt het een financiële injectie van het ministerie van Sociale Zaken en Werkgelegenheid voor de aanleg van een centrale antenne voor Oost- en West-Dongeradeel.
Op 14 juni 1983 meldt de gemeenteraadslid Auke Meirink tijdens vergadering dat het toekomstbeeld van het kabelbedrijf er een stuk gunstiger uit zal zien, mede dankzij de financiële injectie van de overheid. In dezelfde vergadering wordt de naamswijziging mogelijk gemaakt waarna de CAI Noord Oost Friesland verder gaat als Kabel Noord. Uiteindelijk zijn circa 27.000 huishoudens in de gemeenten Ameland, Dantumadeel, Dongeradeel, Kollumerland c.a. en Schiermonnikoog voorzien van radio en televisie.
Op 1 december 1983 begon Kabel Noord met een eigen informatie-kanaal, met ook nieuws dat werd aangeleverd door regionale bladen.
In 1997 werd Kabelnoord omgevormd tot een Naamloze vennootschap, waarvan de gemeenten aandeelhouder werden maar het bleef tot 2009 onderdeel van het gasbedrijf, die in 2000 werd overgenomen door Eneco. In 2006 werden de eerste stappen gemaakt van het loskoppelen van van het kabelbedrijf van het gasbedrijf. In 2009 werd deze afgerond. De gemeenten zijn dan wel nog aandeelhouders.
In 2016 besloot Kabelnoord zich in te gaan zetten voor de aanleg van een glasvezelnetwerk in de buitengebieden van alle gemeenten in de provincie Friesland. Dit project leidde er uiteindelijk toe dat zich niet alleen buiten het kerngebied Noordoost-Friesland ging begeven maar ook in de provincie Groningen als aanbieder van televisie, radio, telefoon en internet actief is geworden. Het werkt daar samen met Snel Internet Groningen van onder meer de provincie Groningen en Rodin Broadband Groningen, die de aanleg van de glasvezelkabels in de provincie Groningen verzorgt.

## Infrastructuur
De infrastructuur van Kabelnoord bestaat uit een netwerk van glasvezel- en coaxkabel. De hoofdstructuur van dit netwerk bestaat uit glasvezelkabel. Vanuit centrale punten in de dorpen en wijken lopen er coaxkabels of glasvezelkabels naar de huizen.
Op het glasvezelnetwerk van Kabelnoord is het ook mogelijk om een abonnement af te nemen bij Solcon, Multifiber of Weserve. Tot 1 april 2014 was het via het coaxnetwerk mogelijk om een abonnement via Ziggo af te nemen.